# Vila Jardim
Vila Jardim é um bairro da zona leste da cidade brasileira de Porto Alegre, capital do estado do Rio Grande do Sul. Foi criado pela Lei 2022 de 7 de dezembro de 1959 e alterado pela Lei 12.112/16. O bairro faz parte da região de planejamento 4 - leste e nordeste.
Em 2019 o bairro contava com:  13.189 habitantes, distribuídos por seus 146,7 hectáres, com uma densidade populacional de 8.990,45 hab./km². A taxa de analfabetismo do bairro era de 2,20%, acentuadamente menor que o índice geral de Porto Alegre que era de 3,86%. A renda média era de 3,53 salários mínimos por domicílio. O seu Índice de Desenvolvimento Humano Municipal é de 0,800 levemente reduzido em comparação o índice de 0,805 da cidade.

## Histórico
A Vila Jardim foi uma região pouco habitada até meados do século XX, e ainda na década de 1970 possuía uma infraestrutura precária. Nesta mesma época, os moradores do bairro iniciaram o movimento comunitário, na busca por melhores condições de moradia. Hoje existe a Associação de Moradores e Amigos da Vila Jardim, sediada na Avenida Saturnino de Brito.

## Características atuais
A Vila Jardim está localizada entre os bairros Chácara das Pedras e Jardim Itu-Sabará. A maioria da população do bairro é oriunda do interior do estado do Rio Grande do Sul. Caracteriza-se como bairro de classe média, sendo predominantemente residencial, com um pequeno comércio e serviços dispostos em suas duas principais vias, as avenidas do Forte e Saturnino de Brito.

## Pontos de referência
Áreas verdes
- Praça Baltazar de Bem
- Praça Farroupilha

Educação
- Colégio Estadual Ruben Berta
- Escola Estadual de Ensino Fundamental Marechal Mallet
- Escola Estadual de Primeiro Grau Açorianos

Igrejas
- Paróquia Senhor Bom Jesus
- Templo de Porto Alegre, de A Igreja de Jesus Cristo dos Santos dos Últimos Dias;[4]

## Limites atuais
Ponto inicial e final: encontro da Rua General Barreto Vianna com a Avenida Protásio Alves; desse ponto segue pela Avenida Protásio Alves até o limite oeste da propriedade do Centro Campestre do SESC, ponto de coordenadas E: 285.550; N: 1.675.273; segue por esse limite de propriedade até o encontro da Rua Aldrovando Leão com a Rua Ernesto Pellanda, por essa até a Rua Dom Luiz Guanella, por essa até a Avenida do Forte; desse ponto segue por linha reta e imaginária até o entroncamento entre a Rua Pascoal Parulla com a Rua Alberto Barbosa, por essa até a Avenida Doutor Nilo Peçanha, por essa até a Avenida General Barreto Vianna, por essa até a Avenida Protásio Alves
Seus bairros vizinhos são: Chácara das Pedras, Vila Ipiranga, Jardim Itu-Sabará, Bom Jesus, Jardim Carvalho e Jardim Europa.

## Galeria

Templo de Porto Alegre
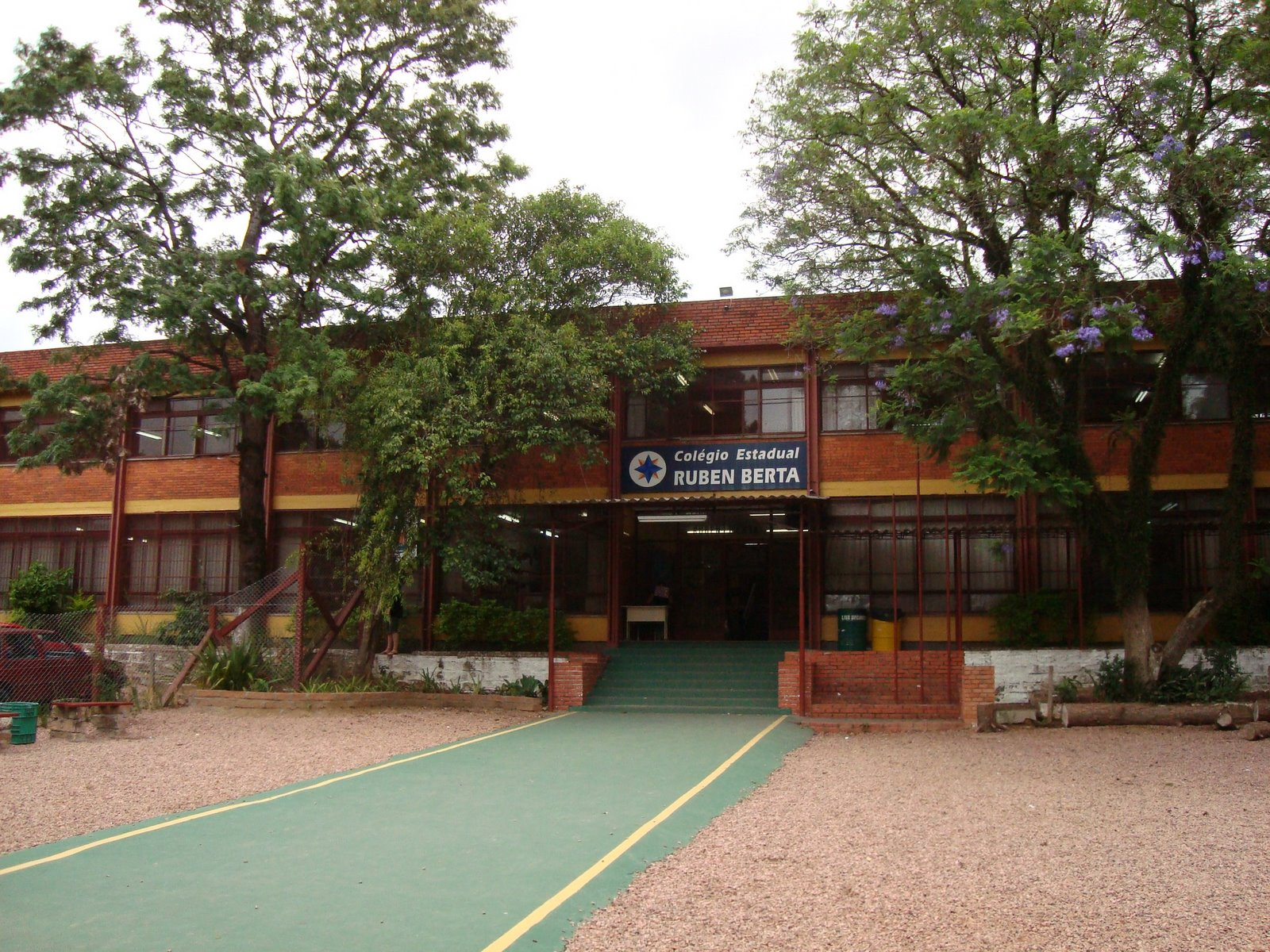
Colégio Estadual Ruben Berta